# Ventry
Ventry (Ceann Trá em irlandês) é uma vila no Condado de Kerry, Irlanda. localizada na Península de Dingle, aproximadamente 7 km  a oeste de An Daingean, uma pequena vila que já foi o principal porto da península. 